# Point d'ironie
Pour l’article homonyme, voir Point d'ironie (art contemporain).
Ne doit pas être confondu avec Point d'interrogation.
 (décembre 2012).
Si vous disposez d'ouvrages ou d'articles de référence ou si vous connaissez des sites web de qualité traitant du thème abordé ici, merci de compléter l'article en donnant les références utiles à sa vérifiabilité et en les liant à la section « Notes et références ».

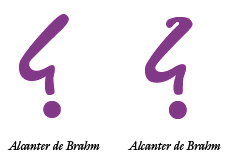
Signes de ponctuation d'ironie proposés par Alcanter de Brahm.

Le point d’ironie (⸮ ou ؟) est un signe de ponctuation qui se place à la fin d’une phrase pour indiquer que celle-ci doit être prise au second degré. Il ne doit pas être confondu avec le point d'interrogation, dont il est le miroir graphique.

## Histoire

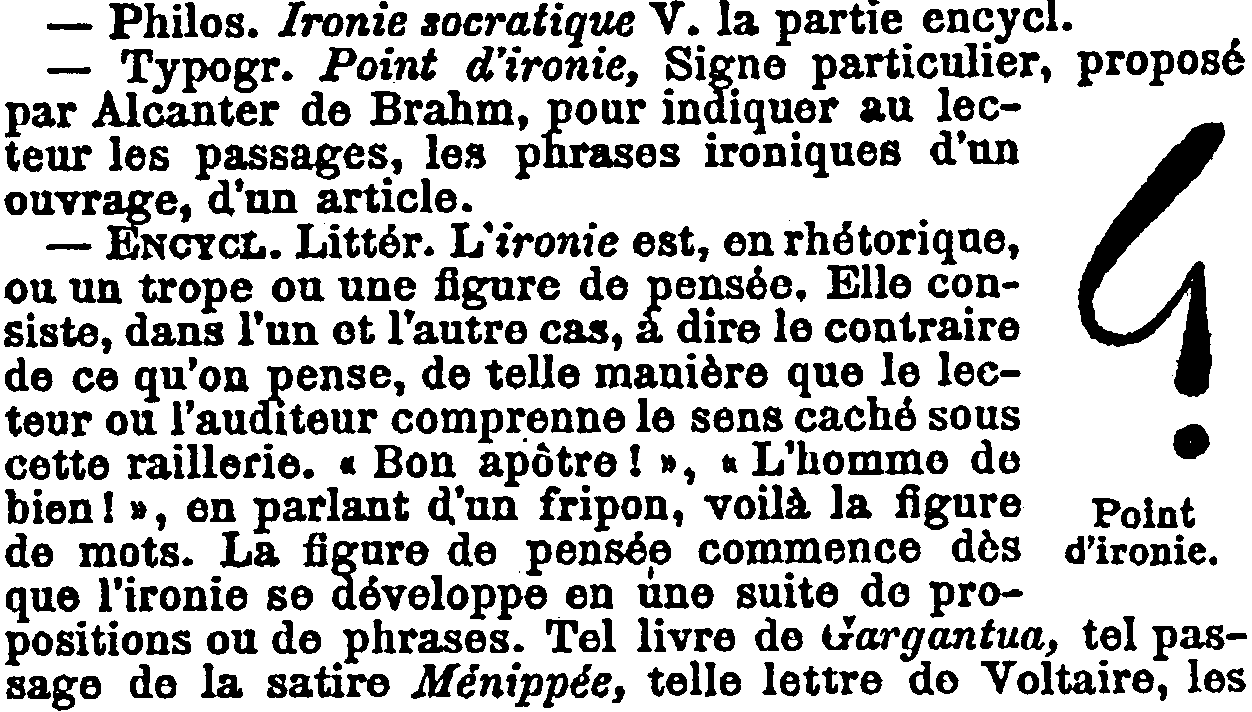
Point d'ironie dessiné par Alcanter de Brahm dans le Nouveau Larousse illustré de 1905.

Le 11 octobre 1841, Marcellin Jobard, propriétaire du journal le Courrier Belge, utilise dans un de ses articles un signe typographique de son invention, en forme de pique, qu'il appelle « point d'ironie ». L'année suivante, dans le second tome de son Rapport sur l’exposition de 1839. Industrie française, il publie Des lacunes de la typographie, où il propose plusieurs signes typographiques émotionnels supplémentaires.
Ce signe () a été proposé par le poète français Alcanter de Brahm (alias Marcel Bernhardt) tout à la fin du XIXe siècle. Dès 1900, Alphonse Allais « prie le lecteur de poser d'ores et déjà le point d'ironie si ingénieusement préconisé par notre maître Alcanter de Brahm ».
Le point d'ironie est repris plus tard par Hervé Bazin dans son livre Plumons l’oiseau (1966), où l’auteur propose aussi d’autres nouveaux signes de ponctuation. Il est utilisé comme titre du périodique d’art Point d’ironie lancé par Agnès b. à partir de 1997.
Jean Méron présente dans une de ses études les différentes références au point d’ironie. Il recense quatre graphies différentes.
La fondation Collectieve Propaganda van het Nederlandse Boek (Propagande collective pour le Livre néerlandais), en abrégé CPNB, a présenté une version moderne du point d’ironie, dans trois polices spécifiques : Cardo Irony, Century Catalogue Irony et Share Irony.

## Exemples
- Son discours n’était pas ennuyeux du tout
- C’est vraiment une très belle œuvre d’art
- Vive l’armée  (dans L'Ostensoir des ironies)
- Ses conseils n'étaient pas stupides

## Emploi

Version classique.

Ce signe n’a jamais vraiment été utilisé, sauf de manière occasionnelle par Le Canard enchaîné et dans des publications artistiques ou littéraires, et sans doute plus en raison de son originalité que pour sa réelle valeur de symbole typographique.
Plusieurs raisons ont été avancées pour expliquer le manque de succès du point d’ironie en tant que signe de ponctuation :
- les signes comme le point d’interrogation ou le point d’exclamation servent généralement à retranscrire la façon dont est ponctuée la phrase à l’oral. Or, une phrase ironique n’est pas forcément ponctuée d’une certaine façon. Parfois, seul le contexte permet de la reconnaître comme telle. D’ailleurs, les personnes qui se veulent ironiques jouent souvent sur l’ambiguïté ;
- ce n’est pas forcément une simple phrase qui peut être ironique, mais tout un texte. L’utilisation de ce signe atypique sur un texte de plusieurs pages en alourdirait inutilement la lecture ;
- certaines émoticônes utilisées aujourd’hui couramment, comme « ;) », ont une valeur proche de celle du point d’ironie — c’était d’ailleurs la fonction des premières émoticônes[5] ;
- ce signe est le point d’interrogation en arabe[6].

## En informatique et en imprimerie

### Point d’interrogation arabe
Bien que ce symbole n’ait jamais été adopté officiellement par les typographes, son glyphe ressemble à celui du point d’interrogation arabe. Le point d’ironie peut donc être représenté par ce caractère (Unicode U+061F (en décimal : 1567) (« ؟ »)).
Sous Windows, on peut afficher ce caractère en maintenant la touche Alt enfoncée et en tapant le nombre 1567 (code Unicode décimal), ou +061F
Sous Mac OS X, on peut afficher ce même caractère dans la palette de caractères en tapant 61F (code Unicode hexadécimal) dans le champ de recherche du bas de la fenêtre.
Sous plusieurs distributions Linux on peut l'afficher en tapant simultanément u, ctrl et shift, puis (les précédentes relâchées) consécutivement 6, 1, f, et entrée, pour indiquer la fin du caractère Unicode.
Toutefois, il faut prendre garde que la « catégorie bidirectionnelle » de ce caractère Unicode est celle d’une écriture se lisant de droite à gauche. Il est donc préférable d’utiliser le point d’interrogation inversé ⸮ U+2E2E.

### Point d’interrogation inversé
La version 5.1 du standard Unicode a introduit le caractère « ⸮ » (U+2E2E, REVERSED QUESTION MARK = punctus percontativus) (en décimal : 11822). Ce nouveau caractère ne présente pas de problème de directionnalité. Cependant, son introduction tardive dans Unicode (2007) signifie que toutes les polices d'écriture n’en disposent pas encore.
On peut également afficher ce caractère sous Windows, à condition qu'il existe dans la police courante, en maintenant la touche Alt et en composant +2E2E, et sous Mac OS X en tapant 2E2E dans la palette de caractères.
Avec un clavier bépo normalisé, on peut taper ce caractère avec la séquence AltGr + s (touche morte « européenne ») suivi de Shift + ?. Le clavier bépo existe pour les OS les plus courants (Windows, Mac, Linux…).